# Берёзовка (Новосибирский район)
Берёзовка — посёлок в Новосибирском районе Новосибирской области России. Входит в состав Берёзовского сельсовета.

## География
Площадь посёлка — 113 гектаров.

## Население
| 2002 | 2007  | 2010  |
| ---- | ----- | ----- |
| 1372 | ↗1532 | ↘1465 |

## Улицы
| - ул. Блекотова, - ул. Большевистская, - пер. Большевистский, - ул. Ворошилова, - ул. Гагарина, | - ул. Горького, - ул. Кирова, - пер. Кирова, - ул. Лесная, - ул. Молодёжная, | - ул. Набережная, - ул. Октябрьская, - пер. Октябрьский, - ул. Первомайская, - пер. Первомайский. |

## Инфраструктура
В посёлке по данным на 2007 год функционируют 1 учреждение здравоохранения и 2 учреждения образования.